# Mother (film 2020)
Mother (MOTHER マザー) è un film del 2020 diretto da Tatsushi Ōmori.
Il film è ispirato a un reale caso di cronaca avvenuto in Giappone nel 2014.

## Trama
Akiko Misumi è una cattiva madre che da un lato esercita un controllo ossessivo sul figlio Shuhei, di circa 10 anni, dall'altro lo abbandona spesso a se stesso e soprattutto non gli permette di andare a scuola. 
Unitasi a Ryo, anche lui inaffidabile e indebitato, prima rischia di cacciarsi con questo in un grande guaio a seguito di un tentativo di estorsione. Scampato il pericolo, quando resta incinta di Ryo viene lasciata dallo stesso. Rivoltasi alla madre per un aiuto viene ripudiata dalla stessa e umiliata dalla sorella, stanca di prestarle soldi che lei poi regolarmente sperpera in cose inutili in pochi minuti.
Ridotti allo stremo, vengono interessati dagli assistenti sociali, e Shuhei può finalmente cominciare a frequentare una scuola mentre, sullo stesso e sulla sorellina Fuyuka, pende un giudizio rispetto alla potestà della madre, che per lo meno deve fingere di cercarsi un lavoro per poter accedere ai sussidi previsti per questi casi. Gelosa dell'assistente sociale Aya, dopo un ritorno di fiamma con Ryo, sempre più sommerso dai debiti, Akiko decide di scappare di nuovo.
Dopo un periodo di vagabondaggio, Shuhei trova un lavoro. La madre lo istiga a rubare al suo datore di lavoro che se ne accorge ma questi magnanimamente poi lo perdona, assumento anche Akiko, con la quale comincia ad intrattenere una relazione. Ryo, disperato, le chiede aiuto e lei istiga nuovamente il figlio con il quale, dopo l'ultimo furto, scappa di nuovo.
Finita ogni risorsa, Akiko comincia a parlare con il figlio della possibilità di guadagno costituita dall'eredità di sua madre. Per concretizzarsi però, l'odiata madre dovrebbe morire, e così la donna chiede a suo figlio se se la sentirebbe di ucciderla per risolvere i loro problemi. Il ragazzo, ormai diciassettenne, sempre più succube di sua madre, alla fine acconsente e, dopo essere stato accolto con sorprendente cortesia dai parte dei nonni che non lo vedevano da anni, li uccide a sangue freddo.
Arrestato, nega ogni coinvolgimento della madre, andando incontro alla pena massima per la sua condizione, 12 anni. Anche la madre viene condannata a 2 anni e mezzo ma sfrutta la condizionale, mentre Shuehei, in carcere, dice ad Aya che non gli dispiace la lunga detenzione, avendo pasti certi tutti i giorni e potendo leggere libri.

## Produzione
Prodotto da Mother Film Partners e distribuito da Star Sands e Kadokawa in Giappone. 
È stato girato nel 2020 con fotografia di Tomohiko Tsuji.

## Distribuzione
È stato presentato in streaming su Netflix a partire dal 3 novembre 2020.

## Riconoscimenti
- 2021 Awards of the Japanese Academy
  - Miglior attrice protagonista a Masami Nagasawa
- 2021 Mainichi Film Concours
  - Miglior film
- 2021 Blue Ribbon Awards
  - Miglior attrice protagonista a Masami Nagasawa
- 2020 Hochi Film Awards
  - Miglior attrice del pubblico a Masami Nagasawa
- 2020 Nikkan Sports Film Awards
  - Miglior attrice protagonista a Masami Nagasawa
- 2020 Tama Cinema Forum
  - Miglior attrice protagonista a Masami Nagasawa